# Saprinus tenuistrius sparsutus
Saprinus tenuistrius sparsutus é uma subespécie de insetos coleópteros polífagos pertencente à família Histeridae.
A autoridade científica da subespécie é Solskij, tendo sido descrita no ano de 1876.
Trata-se de uma subespécie presente no território português.